# Wellingen (Sarre)
Pour les articles homonymes, voir Saarwellingen et Wellingen.
Wellingen est un quartier de la commune allemande de Merzig en Sarre.

## Géographie

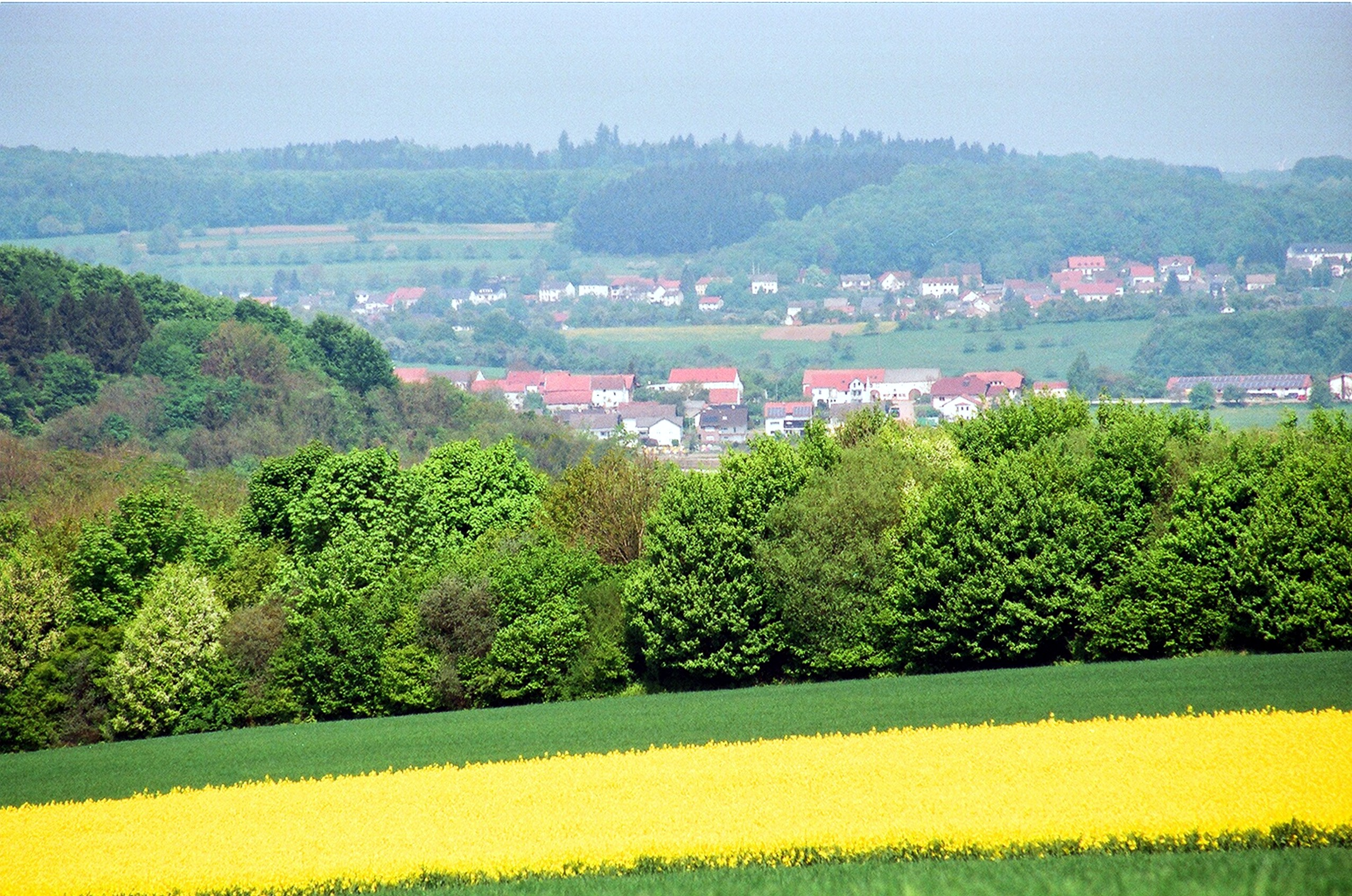
Vue du village.

## Histoire
Anciennement rattaché à la Lorraine sous le nom de Welling, par une convention d'échange conclue le 1er juillet 1778. A ensuite fait partie de l'ancien canton de Launstroff sous l'organisation de l'An III. 

Cédé à la Prusse en 1815.